# Rhaphidophora microspadix
Rhaphidophora microspadix är en kallaväxtart som beskrevs av Kurt Krause. Rhaphidophora microspadix ingår i släktet Rhaphidophora och familjen kallaväxter. Inga underarter finns listade.